# 汪克寬
汪克寬（1301年—1372年），字德輔，一作仲裕，亦作德一。中國元代、明代人物，祁門（今屬安徽）人。
生於元成宗大德五年（1301年），延祐四年（1317年），鄉里傳閱鄉試考題，克寬揮筆成篇，鄉人驚呼“天才”，隨名師吳仲迂學於州學。泰定三年（1326年）中舉人，次年春晋京参加会，與主考官不合而落榜，後在宣州、歙州讲学，盡力於經學，學者稱環谷先生。
洪武二年（1369年），应诏赴京助宋濂编修《元史》，事毕，明太祖授以官职，以老疾力辞，赐白金、彩缎以歸。大学士程敏政评价：“六经皆有说，而春秋独盛；平生皆可师，而出处尤正。其道足以觉人，其功足以卫圣。”卒於洪武五年（1372年），年六十九歲。著有《经礼补逸》、《易经程朱传义音考》、《诗经集传音义会通》、《春秋胡传附录纂疏》、《春秋作义要诀》、《通鉴纲目凡例考异》、《春秋诸传提要》、《周礼类要》、《六书本义》、《左传分纪》、《环谷集》。